# Olav Münzberg

Olav Münzberg (2006)

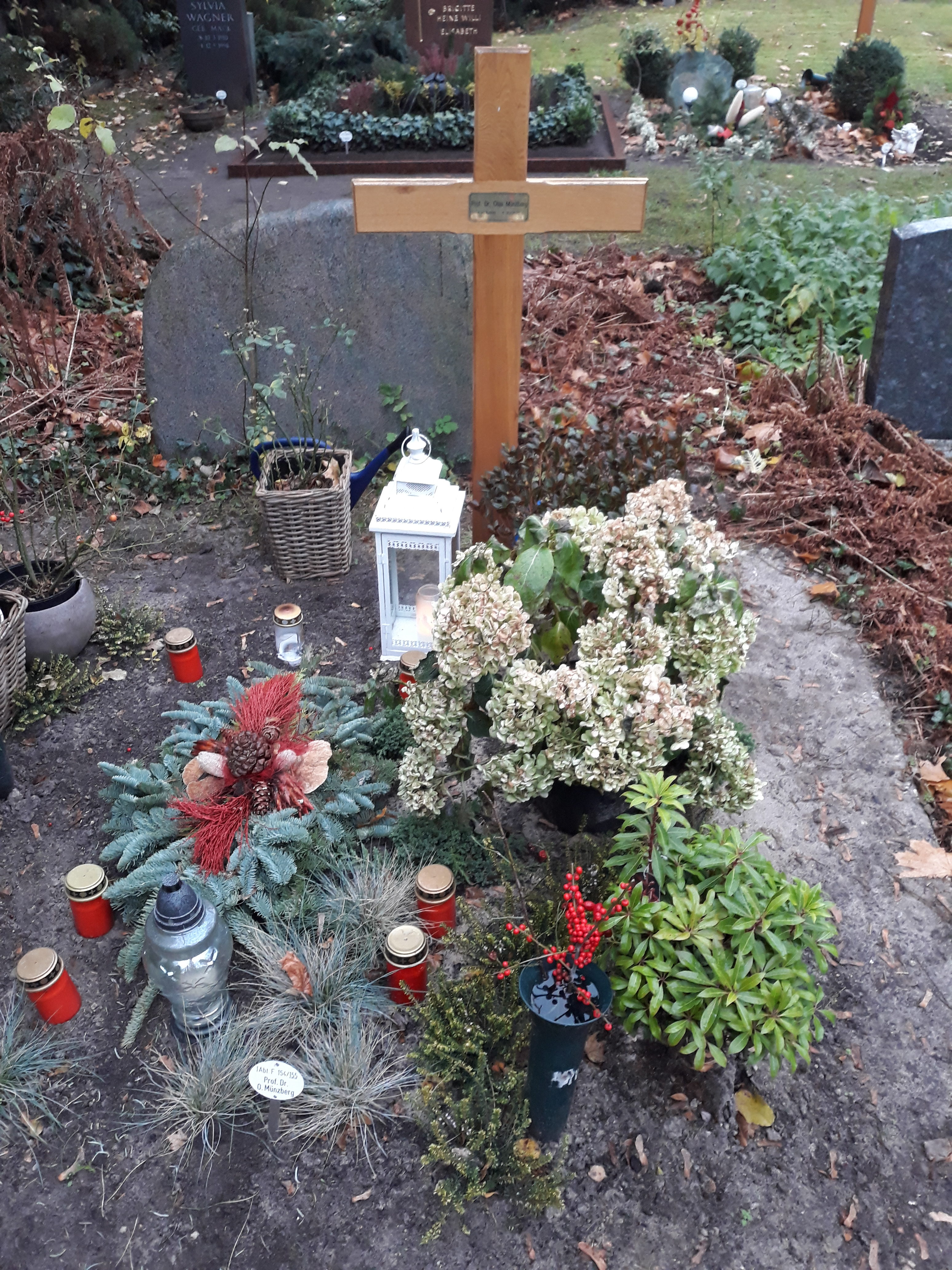
Das Grab von Olav Münzberg auf dem evangelischen Luisenfriedhof I in Berlin-Charlottenburg.

Olav Münzberg (* 25. Oktober 1938 in Gleiwitz; † 21. April 2020) war ein deutscher Kunst- und Kulturwissenschaftler, Literat, Schriftsteller, Lyriker, Erzähler, Essayist und Kritiker. Zusammen mit Janina Szarek war er Mitgründer der Transform Schauspielschule in Berlin sowie der deutsch-polnischen Bühne Teatr Studio am Salzufer in Berlin-Charlottenburg.

## Leben
Geboren im heute polnischen Gleiwitz in Oberschlesien, flüchtete Olav Münzbergs Familie noch während des Zweiten Weltkriegs im Januar 1945 ins unterfränkische Sulzfeld, wo er Kindheit und Jugend verbrachte. Ab 1962 nahm er in West-Berlin ein Studium der Rechte, der Philosophie, Religionswissenschaft, Kunstwissenschaft und Germanistik auf. Ab 1967 war Assessor am Berliner Kammergericht. 1972 wurde er über Ästhetik an der Freien Universität Berlin bei Klaus Heinrich zum Doktor der Philosophie promoviert. Ab 1991 war Olav Münzberg ehrenamtlich Honorarprofessor für Kunst und Kulturwissenschaft an der Universität der Künste Berlin (HdK) Berlin.
Ab 1984 war er als freiberuflicher Schriftsteller, Lyriker, Erzähler, Essayist, Kritiker, Herausgeber und Kunst- und Kulturwissenschaftler sowie Sachbuchautor tätig.
Olav Münzberg nahm an verschiedenen Literaturjuries sowie internationalen Literatursymposien in Europa teil und hatte als Autor und Theaterschaffender zahlreiche Funktionen in Berlin inne:
- 1985–1989: Vorsitzender der Neuen Gesellschaft für Literatur (NGL) Berlin
- 1989–1991: Vorsitzender des Landesverbandes West-Berlin innerhalb des Verbandes deutscher Schriftstellerinnen und Schriftsteller (VS).
- 1991–1993: Vorsitzender des ersten Gesamtberliner VS.
- 1974–1991: Redakteur und Mitherausgeber bei der Kulturzeitschrift Ästhetik & Kommunikation.
- 1996–2000: Redaktion der polnisch-deutschen Literaturzeitschrift WIR sowie Teilnahme am Deutsch-Polnischen Poetendampfer.
- 1999–2020: Vorsitzender Internationalen Theater Werkstatt.

Ab 1962 lebte er bis zu seinem Tod in West-Berlin bzw. in Berlin und war verheiratet mit Janina Szarek.

## Auszeichnungen
- Arbeitsstipendium der Senatsverwaltung für Kulturelle Angelegenheiten Berlin
- Stipendium der Hermann Sudermann Stiftung
- 2004: Bürgermedaille des Bezirks Charlottenburg-Wilmersdorf[3]

## Bibliografie

### Belletristik
- Eingänge – Ausgänge. 1962.
- Eingänge und Ausgänge. Lyrik und Essay. Druckerei Jürgen Kleindienst, Berlin 1975.
- Ich schließe die Tür und fange zu leben an – 8 Reisen in verschiedene Länder. Mit Montagen von Jula Dech. Ästhetik & Kommunikation, Berlin 1983. ISBN 3-88245-100-9.
- Step human into this world – travel poems. Übersetzung vom Deutschen ins Englische: Mitch Cohen u. Ingrid Stoll. Forest Books, London u. Boston 1991. ISBN 0-948259-53-1.
- Berlinski Pesni. Gedichte. Übersetzung vom Deutschen ins Makedonische: Dimitar Boškov. Goce Delčev, Skopje 1994. ISBN 9989-35-000-0.
- Morene – Partenza da Berlino Ovest. Gedichte. Übersetzung vom Deutschen ins Italienische: Giuseppe Corso. La Meridiana, Palermo 1997. ISBN 88-85218-09-1.
- BücherStädte – und verbleiben wollen und nicht dürfen. Gedichte. Bonsai-typ Art Verlag, Berlin 1997.
- Moreny/Moränen – Pozegnanie z Berlinem Zachodnim / Abschied von West-Berlin. Gedichte, doppelsprachig, deutsch-polnisch. Wydawnictwo Baran i Suszczyński, Kraków/Krakau 2001, ISBN 83-88575-11-2.
- Im Jahre 2 des Heisei – Gefühle über eine lang zurückliegende Reise in Japan. Gedichte – Epigramme – Haikus. TEIA Verlag, Berlin 2013. ISBN 978-3-944658-00-1.

### Sachbücher
- Die Schwierigkeit Kunst zu machen. 1973.
- Rezeptivität und Spontaneität – die Frage nach d. ästhet. Subjekt oder soziolog. u. polit. Implikationen d. Verhältnisses Kunstwerk, Rezipient in d. ästhet. Theorien Kants, Schillers, Hegels, Benjamins, Brechts, Heideggers, Sartres u. Adornos. Akademische Verlagsgesellschaft, Frankfurt am Main 1974. ISBN 3-7997-0245-8. Zugleich Dissertation, Freie Univ. Berlin, Fachbereich 11 – Philosophie u. Sozialwiss., 1972.
- Gedanken und Kommentierungen. 1975.

#### (Mit-)Herausgeberschaften
- Aufmerksamkeit – Klaus Heinrich zum 50. Geburtstag. Zus. m. Lorenz Wilkens. Verlag Roter Stern, Frankfurt am Main 1979. ISBN 3-87877-118-5.
- Vom alten Westen zum Kulturforum – das Tiergartenviertel in Berlin – Wandlungen einer Stadtlandschaft. Aufsatzsammlung. Das arabische Buch, Berlin 1988. ISBN 3-923446-37-3.
- Literatur vor Ort – eine literarisch-dokumentarische Anthologie über die Neue Gesellschaft für Literatur Berlin. Neue Gesellschaft für Literatur, Berlin 1995. ISBN 3-87024-328-7.
- Brüche und Übergänge – Gedichte und Prosa aus 23 Ländern. Neue Gesellschaft für Literatur u. Werkstatt der Kulturen, Berlin 1997. ISBN 3-931321-01-0.